# اتیل آمین
اتیل آمین (به انگلیسی: Ethylamine) با فرمول شیمیایی C۲H۷N یک ترکیب شیمیایی با شناسه پاب‌کم ۶۳۴۱ است. که جرم مولی آن 45.08 g/mol می‌باشد. شکل ظاهری این ترکیب، مایع زرد روشن است.